# Gérard Jugnot
Gérard Jugnot (ur. 4 maja 1951 w Paryżu) – francuski aktor, reżyser, scenarzysta i producent filmowy.

## Życiorys
Gdy uczęszczał do Lycée Pasteur w Neuilly-sur-Seine poznał Christiana Claviera, Thierry’ego Lhermitte’a i Michela Blanca, z którymi założył komediową trupę Le Splendid. Działała ona z powodzeniem pod koniec lat 70. XX wieku. Zadebiutował na dużym ekranie jako cukiernik w komedii Jacquesa Doillona Rok 01 (L’an 01, 1973) u boku Daniela Auteuila.
Był trzykrotnie nominowany do Cezara dla najlepszego aktora: za rolę Rivetota w komediodramacie Patrice’a Leconte’a Tandem (1987), jako Michel Berthier, bezrobotny dyrektor w komediodramacie w swojej reżyserii Wspaniała epoka (Une époque formidable..., 1991) i za kreację dyrygenta Clémenta Mathieu w filmie Pan od muzyki (Les choristes, 2004). Zdobył też nominację do Cezara dla najlepszego aktora w roli drugoplanowej za postać Henriego w Marcie (Marthe, 1997).
W 2004 został odznaczony Legią Honorową.

## Wybrana filmografia
- 1974: Jaja jako mężczyzna na wakacjach z rodziną
- 1976: Zabawka jako Pignier
- 1976: Sędzia i zabójca jako fotograf
- 1976: Lokator jako pracownik
- 1976: Pan Klein jako fotograf
- 1977: Chrabąszcz jedzie do Monte Carlo jako kelner kawiarni
- 1977: Siódma kompania w świetle księżyca jako Gaston Gorgeton
- 1978: Opaleni jako Bernard Morin
- 1980: Zabójczy parasol jako Frédo
- 1987: Tandem jako Bernard Rivetot
- 1990: Baśnie tysiąca i jednej nocy jako Jimmy Geniusz
- 1994: Śmiertelne zmęczenie – w roli samego siebie
- 2003: Volpone albo lis (TV) jako rejent Grappione
- 2004: Pan od muzyki jako Clément Mathieu
- 2005: Magiczna karuzela jako sierżant Sam (głos)
- 2006: Opaleni – przyjaciele na całe życie jako Bernard Morin
- 2008: Paryż 36 jako Pigoil
- 2009: Mikołajek jako dyrektor chóru
- 2012: Asterix i Obelix: W służbie Jej Królewskiej Mości jako kapitan Rudobrody
- 2018: Nicky Larson i perfumy miłości jako psycholog